# Ars Technica
Ars Technica (pronunciado [ˌɑrz ˈtɛknɨkə], latín para "Arte de la tecnología") es un sitio web de noticias e información sobre tecnología, creado por Ken Fisher y Jon Stokes en 1998. Publica noticias, reseñas y guías sobre temas tales como hardware y software de computadoras, ciencia, política tecnológica y videojuegos. Ars Technica es conocido por sus características: artículos largos que entran en detalles específicos sobre sus temas. Muchos de los escritores del sitio son graduados y algunos trabajan para centros de investigación. A menudo, los artículos en la página web están escritos en un tono dogmático, a diferencia de un periódico o revista.
Ars Technica fue vendido en mayo de 2008 a Condé Nast Digital, la división electrónica de Condé Nast Publications. Condé Nast compró el sitio junto con otros dos por 25 millones de dólares y los añadió a su grupo digital Wired que también incluye Wired News y Reddit. El equipo del sitio web fue reubicado en Chicago, Illinois, aunque también tiene oficinas en San Francisco, California. Los costos operativos de Ars Technica siempre han sido financiados fundamentalmente por publicidad en línea. El sitio web generó controversia en 2009 cuando bloqueó, a modo de experimento, a los usuarios que usaban software bloqueador de avisos publicitarios y les impidió ver el sitio. Desde 2001, Ars Technica también ofrece un servicio de suscripción de pago.